# Station Oggevatn
Station Oggevatn is een spoorwegstation in Oggevatn in de gemeente Birkenes in het zuiden van Noorwegen. Het station ligt aan Sørlandsbanen.  Het stationsgebouw dateert uit 1938. In 1989 werd Oggevatn gesloten voor personenvervoer. Het emplacement wordt nog wel gebruikt als passeerspoor.